# Подзахарычи
Подзаха́рычи (укр. Підзахаричі) — село в Усть-Путильской сельской общине Вижницкого района Черновицкой области Украины.
До 2020 года входило в Путильский район
Население по переписи 2001 года составляло 443 человека. Почтовый индекс — 59110. Телефонный код — 3738. Код КОАТУУ — 7323583501.

## Известные уроженцы
- Харовьюк, Данило Юрьевич (1883—1916) — украинский писатель.